# Communauté de communes du Canton de Saint-Privat
Die Communauté de communes du Canton de Saint-Privat ist ein ehemaliger französischer Gemeindeverband mit der Rechtsform einer Communauté de communes im Département Corrèze in der Region Nouvelle-Aquitaine. Sie wurde am 24. Dezember 2008 gegründet und umfasste zehn Gemeinden. Der Verwaltungssitz befand sich im Ort Saint-Privat.

## Historische Entwicklung
Mit Wirkung vom 1. Januar 2017 fusionierte der Gemeindeverband mit der
- Communauté de communes du Canton de Mercœur und der
- Communauté de communes du Pays d’Argentat

und bildete so die Nachfolgeorganisation Communauté de communes Xaintrie Val’Dordogne.

## Ehemalige Mitgliedsgemeinden
1. Auriac
2. Bassignac-le-Haut
3. Darazac
4. Hautefage
5. Rilhac-Xaintrie
6. Saint-Cirgues-la-Loutre
7. Saint-Geniez-ô-Merle
8. Saint-Julien-aux-Bois
9. Saint-Privat
10. Servières-le-Château